# Rob Smedley
Rob Smedley lub Robert Smedley (ur. 28 listopada 1973 w Normanby, Middlesbrough) – Brytyjczyk, były inżynier wyścigowy Felipe Massy w zespole  Ferrari Formuły 1.

## Życiorys
Źródło: The Scuderia
- 1997–1998: inżynier zawieszenia w Peugeot (BTCC)
- 1999: inżynier badań w zespole – Williams (BTCC)
- 2000: inżynier w Formule 3000
- 2001: inżynier akwizycji danych – Jordan (F1)
- 2002–2003 : inżynier – Jordan (F1)
- 2004–2005: inżynier badań – Ferrari (F1)
- 2006-2013: inżynier wyścigowy Felipe Massy – Ferrari
- od 2014: główny inżynier od osiągów Williams (F1)

### Grand Prix Niemiec 2010
Podczas Grand Prix Niemiec 2010, Felipe Massa prowadził przed Fernando Alonso i Sebastianem Vettelem na początku wyścigu. W dalszej części wyścigu pozycje tych kierowców były takie same, do czasu, kiedy inżynier wyścigowy Felipe Massy, Rob Smedley powiedział "Fernando jest szybszy od ciebie. Czy możesz potwierdzić, że zrozumiałeś tę wiadomość?" po chwili na 49 okrążeniu, Massa oddał Alonso pozycję oraz zwycięstwo w wyścigu. Smedley dodał "Ok, dobra robota, trzymaj się, przepraszam". Incydent zasugerował, że Ferrari zastosowało polecenie zespołowe, które były w tamtym roku zabronione w Formule 1. Pomimo tłumaczeń szefa zespołu, Stefano Domenicalego, Ferrari otrzymało karę finansową w wysokości 100.000 $ za złamanie regulaminu sportowego, cała sprawa została przekazana Światowej Radzie Sportów Motorowych do rozpatrzenia.